# 後威馬奴企鵝屬
後威马奴企鹅属（意為「威馬奴企鵝之後的」）是生存於古新世中前期（贊尼特階－塞蘭特階）的原始企鹅，化石发现于紐西蘭南島的威帕拉河流域附近的 Greensand 組地層。
後威馬奴企鵝屬名中的「muri」在毛利語中意為「後方」，這是因為後威馬奴企鵝的化石一開始被認為屬於威馬奴企鵝，模式種始初后威馬奴企鵝（Muriwaimanu tuatahi）被視為威馬奴企鵝屬的另一個物種，而其生存年代比威馬奴企鵝屬的模式種曼納林威馬奴企鵝（Waimanu manneringi）晚了至少200萬年。